# 金显宅故居
金显宅故居建于二十世纪三十年代，是著名肿瘤外科医学家，中国肿瘤医学奠基人、中国肿瘤学会和中国抗癌协会创始人、中国肿瘤医学之父、原天津市人民医院院长兼放疗科和化疗科主任、天津市肿瘤研究所所长兼实验肿瘤研究室主任金显宅在天津的故居，位于当时的天津英租界的香港道（Hong Kong Road）（今天津市和平区睦南道69-71号）。该建筑现为一般保护等级历史风貌建筑。

## 建筑风格
金显宅故居是一座具有折中主义风格的砖木结构二层楼房，局部为三层，建筑外立面为清水砖墙，顶部为四坡瓦顶并设有大屋檐。室内地面铺有菲律宾木地板并设有楼梯和欧式壁炉，天花板装饰有灯光灰线，墙面上设有三槽窗静。